# Lepota po ameriško
Lepota po ameriško (v izvirniku angleško American Beauty) je ameriški dramski film scenarista Alana Balla in režiserja Sama Mendesa iz leta 1999, v katerem so glavne vloge igrali Kevin Spacey, Mena Suvari, Annette Bening in Thora Birch. Posnet je bil v studiu DreamWorks Pictures, ki je prevzel tudi distribucijo v Severni Ameriki. V Sloveniji je film distribuiralo podjetje Karantanija Cinemas.
Gre za satiro o sodobnem ameriškem srednjem razredu in njegovi predstavi lepote ter osebnega zadoščenja; film raziskuje številne motive, med njimi romantično in starševsko ljubezen, spolnost, lepote, materializem, odtujenost, samoosvoboditev ter odrešitev. Naslov se nanaša na 'American Beauty', sorto vrtnic (dobeseden prevod bi se glasil »ameriška lepotica«). Spacey igra vlogo Lesterja, publicista v krizi srednjih let, ki se zatreska v najboljšo prijateljico svoje negotove in odtujene najstniške hčerke, hkrati pa se zave brezupnosti svojega malomeščanskega življenja v tipičnem ameriškem predmestju in odnosa s povzpetniško, prav tako odtujeno ženo.
Film je bil uspešen tako pri kritikih kot pri občinstvu. Skupno je s predvajanjem v kinematografih prinesel več kot 350 milijonov USD prihodkov. Deležen je bil tudi skoraj enoglasnega odobravanja kritikov, ki so bili navdušeni tako nad scenarijem kot nad režijo in igro (predvsem Spaceyjevo), in je dominiral v sezoni filmskih nagrad za leto 1999. Ustvarjalcem je prinesel pet oskarjev (med njimi oskarja za najboljši film), tri zlate globuse in šest nagrad Bafte (vključno z nagrado za najboljši film v obeh primerih).